# Rizah Mešković
Rizah Mešković (Tuzla, 1947. augusztus 10. –) bosnyák labdarúgókapus.

## Pályafutása

### A válogatottban
1972-ben 1 alkalommal szerepelt a jugoszláv válogatottban. Részt vett az 1974-es világbajnokságon.

## Sikerei, díjai
Sloboda Tuzla
- Jugoszláv kupadöntő (1): 1970–71

Hajduk Split
- Jugoszláv bajnok (2): 1973–74, 1974–75
- Jugoszláv kupa (2): 1973–74, 1975–76

AZ Alkmaar
- Holland kupa (1): 1977–78